# تومي شيريدان
تومي شيريدان (بالإنجليزية: Tommy Sheridan) هو سياسي بريطاني، ولد في 7 مارس 1964 في غلاسكو في المملكة المتحدة. حزبياً، نشط في Solidarity (Scotland) ‏. وقد انتخب عضو البرلمان الاسكتلندي الثاني ‏ عن دائرة Glasgow (Scottish Parliament electoral region) ‏ وقد انضم خلال فترته النيابية ‏ (3 سبتمبر 2006 – 2 أبريل 2007)  للكتلة البرلمانية Solidarity (Scotland) ‏ وفي الانتخابات النيابية العمومية الاسكتلندية 1999 ‏، انتخب عضو البرلمان الاسكتلندي الأول ‏ عن دائرة Glasgow (Scottish Parliament electoral region) ‏ وقد انضم خلال فترته النيابية ‏ (6 مايو 1999 – 31 مارس 2003)  للكتلة البرلمانية الحزب الاشتراكي الاسكتلندي وفي الانتخابات النيابية العمومية الاسكتلندية 2003 ‏، انتخب عضو البرلمان الاسكتلندي الثاني ‏ عن دائرة Glasgow (Scottish Parliament electoral region) ‏ وقد انضم خلال فترته النيابية ‏ (1 مايو 2003 – 3 سبتمبر 2006)  للكتلة البرلمانية الحزب الاشتراكي الاسكتلندي.